# Marquesitettix atra
Marquesitettix atra är en insektsart som beskrevs av Henry Fairfield Osborn 1934. Marquesitettix atra ingår i släktet Marquesitettix och familjen dvärgstritar. Inga underarter finns listade i Catalogue of Life.